# سیارک ۱۵۴۰۷
سیارک ۱۵۴۰۷ (به انگلیسی: 15407 Udakiyoo، نامگذاری:1997WM16)۱۵۴۰۷مین سیارک کشف شده‌است که در ۲۴ نوامبر ۱۹۹۷ کشف شد.